# 威廉·赫歇爾
弗里德里希·威廉·赫歇爾爵士，FRS，KH（德語：Friedrich Wilhelm Herschel，1738年11月15日—1822年8月25日），出生於德國漢諾威，英國天文學家及音樂家，曾作出多項天文發現，包括天王星等。被譽為「恆星天文學之父」。

## 生平
威廉·赫歇爾生於屬於神聖羅馬帝國中漢諾威選侯國的漢諾威，赫歇爾家中共有十兄弟姐妹，但其中四個早夭。當時，漢諾威王朝與英國組成共主邦聯。1757年，威廉·赫歇爾參加的樂團被派到英國。威廉·赫歇爾很快便學懂英語，並在19歲那年將原來的德名文字英語化為。
他後來成為成功的音樂教師及樂團領隊，除演奏管風琴、大鍵琴及雙簧管外，他也編寫過24首交響曲和多首協奏曲和一些教堂音樂。後來，他成為巴斯公眾音樂會的總監，他的妹妹卡羅琳·赫歇爾亦遷居英國與他一起生活。
他在天文學上的興趣自1773年開始濃厚，並開始自製望遠鏡。那時候，他主要觀測月球，測量月球山峰的高度，以及編撰雙星目錄等。1781年3月13日，就在他觀測雙星時，他發現了一顆新的行星天王星。這件事使他成為名人，他亦全身投入天文學。起初他將新行星命名為“喬治之星”(Georgium Sidus)以歌頌英王喬治三世，但這個名稱沒有被其他天文學家接受。同年11月，威廉·赫歇爾獲授科普利獎章，並獲選成為英國皇家學會會員。1782年，他獲喬治三世接見，並被任命為「皇家天文官」（The King's Astronomer），年薪200英鎊。他一面出任天文官的工作，一面繼續製作望遠鏡，不少還賣給其他天文學家，其中有一台被送往中國。

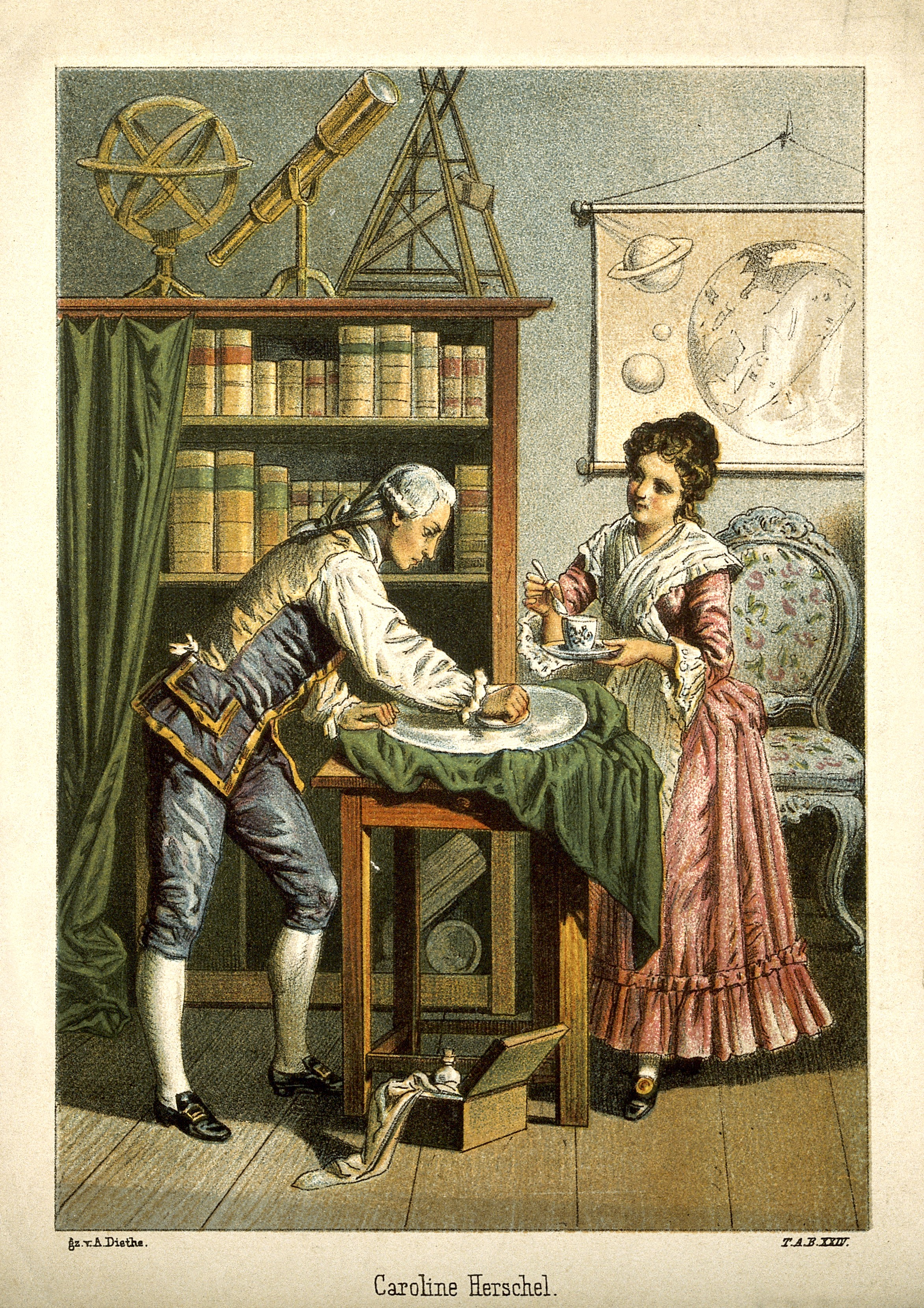
威廉和卡罗琳·赫歇尔正在抛光一架望远镜镜片，1896年版画。

1783年，他送給卡羅琳一支望遠鏡，讓她開始自己的天文發現，尤其在彗星方面，她先后发现和观测到8颗彗星、11座星云，在她哥哥的帮助下，更新和纠正了弗拉姆斯蒂德星座表中详细的恒星位置，后发表在《不列颠星表》中。1828年她因此而受到英国皇家天文学会表彰。她也成為威廉·赫歇爾的全職助理，為他撰寫觀測記錄。
1785年6月，因潮湿原因，他和卡罗琳搬到旧温莎的克莱庄园，威廉·赫歇爾在英國曾多次搬家，1786年又移居斯勞温莎路一所新住所，之後便長住在此，该房子又被稱為觀測樓（Observatory House）。觀測樓於1963年被清拆，以配合商業大廈的興建。
在1788年5月7日，他在厄普斯顿(upton)的圣劳伦斯教堂(St Laurence's Church)迎娶了寡婦玛丽·鲍尔温·皮特(Mary Baldwin Pitt)。自此，卡羅琳便搬出单独居住，但仍然繼續助理的工作。
1781年3月，赫歇尔在寻找双星时，他注意到了一个类似盘状的物体。赫歇尔认为这可能是一颗彗星或恒星盘。他对它进行了更多观察，后来俄罗斯院士安德斯·莱克塞尔计算了它的轨道，发现这可能是一颗行星。赫歇尔确定，它肯定处于土星轨道之外的更远处，并以英王乔治三世之名称呼该新行星为“乔治星”，以籍能得到青睐；但命名并未得到认同。而在法国，如果可能的话，要尽量避免提及英国国王。在“天王星”一名被普遍使用前，这行星被称为“赫歇尔”。同年，赫歇尔荣获科普利奖章，并当选为英国皇家学会院士。 1782年，他被任命为“皇家天文官”（不要与皇家天文学家混淆）。1782年8月他和妹妹随后移居到达切特(当时在白金汉郡，但现在为伯克希尔)，在那裏繼續擔任天文學家和望遠鏡製作者。
在他的職業生涯中，他共製作過400多支望遠鏡。其中最大最著名的是一台40英呎（12米）長、口徑49.5英吋（1.26米）的反射望遠鏡（40英尺望遠鏡）。就在1789年8月28日，該望遠鏡第一次使用時，他便發現了土星的新衛星，一個月後又發現另一顆新衛星。英國皇家天文學會會徽即為此望遠鏡。可是，這台望遠鏡操作起來相當不便，他大部分的觀測其實是利用另一台較小、焦距20英呎的望遠鏡。
威廉·赫歇爾夫婦唯一的兒子——約翰·赫歇爾，在1792年3月7日生於觀測樓內。1816年，威廉·赫歇爾獲英王喬治四世策封騎士爵位。1820年，他協助成立倫敦天文學會，翌年成為主席。該學會於1831年獲皇家封號，成為英國皇家天文學會。
1822年8月25日，威廉·赫歇爾逝世於斯勞的觀測樓內，下葬於附近的圣劳伦斯教堂教堂。
他的兒子約翰·赫歇爾日後亦成為著名的天文學家。
威廉·赫歇爾在巴斯的家裏製作了多支望遠鏡，現在，該房子成為了“威廉·赫歇爾博物館”。

## 其他天文學上的貢獻
威廉·赫歇爾在他的工作生涯後半部分，發現了土星的兩顆衛星——土衛一（Mimas）及土衛二（Enceladus）、天王星的兩顆衛星——天衛三（Titania）及天衛四（Oberon）。不過，這些天體要待他死後，才由兒子約翰·赫歇爾命名。
威廉·赫歇爾亦編製了一份詳盡的“星雲”列表，與及一份雙星列表。他首先發現大部分雙星並非貌合神離的光學雙星，而是互相具引力關係的。
從研究恆星的自行，他也首先發現太陽系正在宇宙中移動，還指出該移動的大致方向。他亦研究銀河的結構，提出銀河呈圓盤狀。
1800年他发现了太阳红外辐射。他当时用温度计测量太阳光谱的各个部分，结果发现，在将温度计放在光谱红端外测温时，温度上升得最高，而那儿却完全没有颜色。于是他得出结论：太阳光中包含着处于红光以外我們用肉眼不可看见的光线。现在人们称为红外辐射。
在海因里希·奧伯斯於1802年發現智神星後，威廉·赫歇爾首先將這種天體名為小行星（asteroid），意指呈恆星狀的小光點。
儘管他曾作出不少科學發現，他亦不免和當時的一些科學家一樣，作出過一些沒有根據的猜想，例如他認為每顆行星上都有生物居住，甚至太陽也是。他認為太陽擁有一層能隔絕外層熱力的雲層，一些生物能適應那裏的生活。

## 以赫歇爾命名的物件
- 月球上的赫歇爾隕石坑
- 火星上的環形山
- 土衛一上的巨大環形山
- 小行星2000
- 拉帕爾瑪島（La Palma）上的威廉·赫歇爾望遠鏡
- 歐洲太空總署的赫雪爾太空望遠鏡，它是目前口徑最大的太空望遠鏡
- 英國努斯的赫歇爾文法學校（Herschel Grammar School）

此外，他的其中一位孫子威廉·詹姆士·赫歇爾，是駐印度的公務員，他發明了用指紋方法尋找罪犯。

## 外部連結
- 威廉·赫歇爾的深空天體目錄
- 威廉·赫歇爾的故事全文 (1886) 古登堡計劃
- JRASC 74（1980）134傳記 （页面存档备份，存于）
- 英國National Portrait Gallery的威廉·赫歇爾畫像 （页面存档备份，存于）
- 日本赫歇爾協會 （页面存档备份，存于）
- 威廉·赫歇爾的免费乐谱，由国际乐谱典藏计划提供